# Stella Dupont

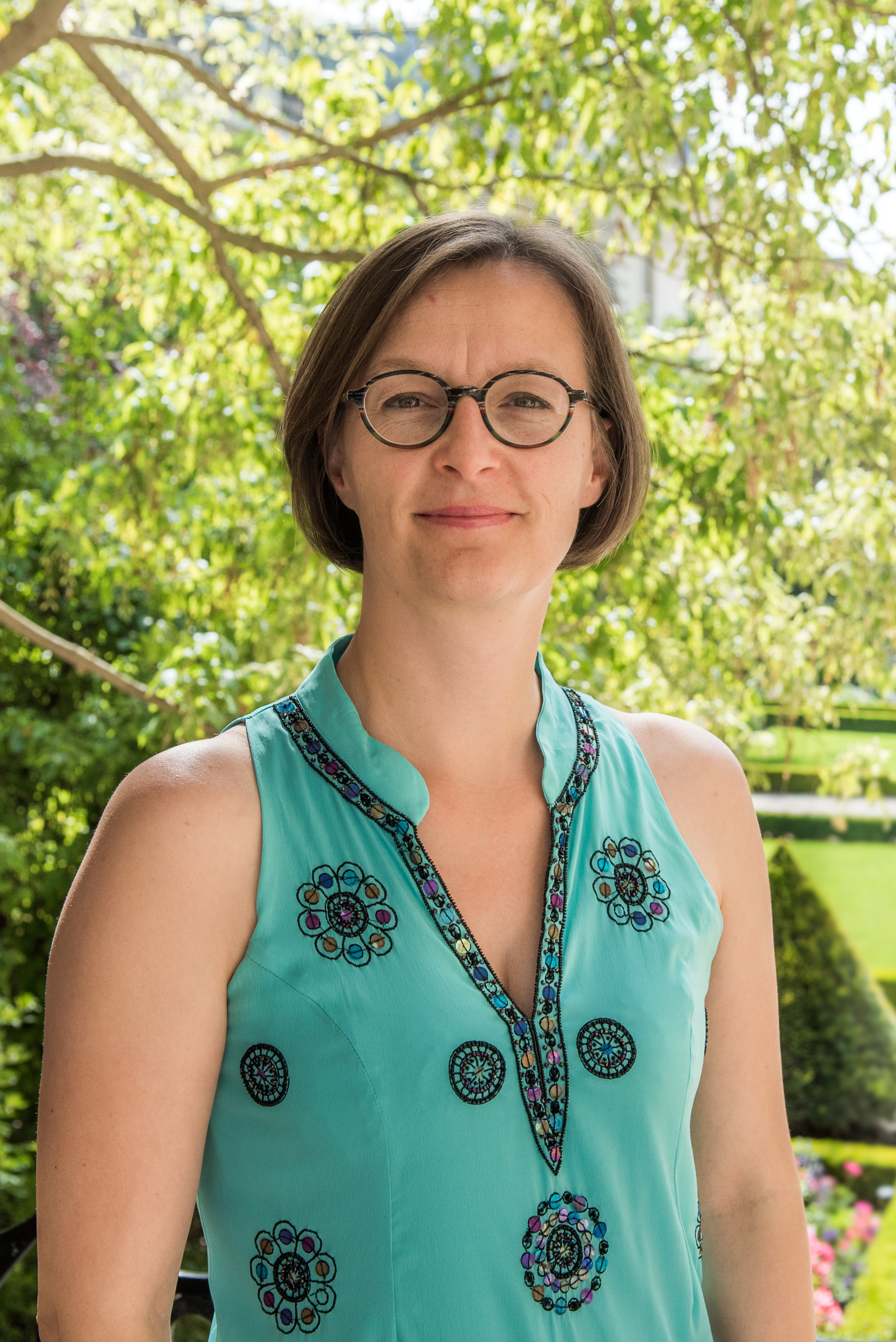
Stella Dupont

Stella Dupont (geboren am 3. November 1973 in Angers) ist eine französische Politikerin, die den Wahlkreis Maine-et-Loire II seit 2017 in der Nationalversammlung vertritt. Sie ist Mitglied von La République En Marche! (LREM).

## Politische Laufbahn
Dupont ist Mitglied des Finanzausschusses des französischen Parlaments.
Seit 2020 ist sie zusammen mit Béatrice Piron eine der beiden Schatzmeister der Parlamentsfraktion von LREM unter dem Fraktionsvorsitzenden Christophe Castaner.

## Standpunkte

### Innenpolitik
In der Frage der Einwanderung gilt Dupont als Teil des liberaleren Flügels ihrer Fraktion. Ende 2019 gehörte sie zu den Kritikern der Gesetzesvorschläge der Regierung zur Einwanderung und schloss sich stattdessen 17 LREM-Mitgliedern an, die insbesondere einen besseren Zugang zum Arbeitsmarkt für Migranten empfahlen, aber auch „spezifische Maßnahmen zur Zusammenarbeit mit den Behörden sicherer Länder wie Albanien und Georgien, um Ausreisewilligen in ihrem Herkunftsland darüber zu informieren, worum es sich bei dem Asylantrag wirklich handelt“.
Im Jahr 2020 war Dupont eines von zehn LREM-Mitgliedern, die gegen die Mehrheit ihrer Fraktion stimmten und sich gegen ein viel diskutiertes Sicherheitsgesetz aussprachen, das von ihren Kollegen Alice Thourot und Jean-Michel Fauvergue ausgearbeitet worden war und das unter anderem dazu beiträgt, das Filmen von Polizeikräften einzuschränken.

### Außenpolitik
Im Juli 2019 gehörte Dupont zu den 52 LREM-Mitgliedern, die sich bei der Abstimmung über die Ratifizierung des Umfassenden Wirtschafts- und Handelsabkommens (CETA) der Europäischen Union mit Kanada  durch Frankreich der Stimme enthielten.